# Cicimli (Bərdə)
Cicimli è un comune dell'Azerbaigian situato nel distretto di Bərdə. Conta una popolazione di 277 abitanti.